# Полушкин (хутор)
Полушкин (также известен как Полушкино) — хутор в Азовском районе Ростовской области России.
Входит в состав Рогожкинского сельского поселения.

## География
Расположен в 13 км севернее районного центра — города Азов, на левом берегу реки Ерик Лагутник, впадающего в Таганрогский залив. Территория Донского государственного заповедника.

### Улицы
- пер. Бугровой
- пер. Западный
- пер. Тупиковый
- ул. Морская
- ул. Песочная

## История
До Октябрьского переворота 1917 года носил название Табунщиков.
Хутор вошёл в Программу газификации Ростовской области на 2009-2010 годы.

## Население
| 1989 | 2002 | 2010 |
| ---- | ---- | ---- |
| 12   | ↘10  | ↗21  |